# Albrecht I Askańczyk
Albrecht I (ur. ok. 1175, zm. 26 czerwca lub 8 listopada 1261) – książę Saksonii od 1212, arcymarszałek i elektor Rzeszy z dynastii askańskiej.

## Życiorys
Był synem księcia saskiego Bernarda III oraz Judyty (Jutty), córki księcia polskiego Mieszka III Starego. Objął tron saski po śmierci ojca w 1212. Długo spierał się z królem duńskim Waldemara II Zwycięskiego o tereny nad dolną Łabą – rozstrzygnięcie tego konfliktu przyniosła dopiero porażka Waldemara w bitwie pod Bornhöved w 1227, w której Albrecht brał udział wraz z innymi książętami Rzeszy (wówczas uzyskał Lauenburg i Ratzeburg). 
Popierał cesarza Ottona IV brunszwickiego, a po jego śmierci w 1218 przyłączył się do stronnictwa Hohenstaufów. W 1220 uzyskał oficjalne potwierdzenie godności elektorskiej dla siebie i swoich następców. Z czasem starał się coraz bardziej utrzymywać neutralność w konfliktach wewnątrzniemieckich, m.in. nie angażował się w spór między Hohenstaufami a swoim szwagrem, Henrykiem Raspe.
Był trzykrotnie żonaty:
- od 1222 z Agnieszką (zm. 1226), córką księcia austriackiego Leopolda VI,
- od 1229 lub 1230 z Agnieszką (zm. przed 1247), córką landgrafa Turyngii Hermana I,
- od 1247 lub 1248 z Heleną (zm. 1273), córką księcia Brunszwiku Ottona I.

Doczekał się licznych dzieci, wśród nich byli m.in. synowie Jan i Albrecht, którzy po jego śmierci podzielili Saksonię między siebie i dali początek dwóm liniom saskim dynastii askańskiej, oraz córki Jutta, żona króla duńskiego Eryka IV i Helena, żona księcia wrocławskiego Henryka III Białego.